# Korporacja Akademicka Surma
Korporacja Surma (właściwie: Korporacja Akademicka Surma) – męska organizacja akademicka założona 24 lutego 1920 jako Akademickie Towarzystwo Surma jako związek śpiewaczy o cechach korporacji akademickiej. 14 kwietnia 1921 pod wpływem Korporacji Magna-Polonia i Korporacji Lechia zmieniła formę organizacyjną i ostatecznie przekształciła się w korporację akademicką. Reaktywowana 31 maja 2008.
Tak jak w przypadku innych korporacji, Surma była organizacją ideowo-wychowawczą dbającą o rozwój intelektualny, duchowy, fizyczny i towarzyski swoich członków. Szczególnym rodzajem działalności Surmy było kultywowanie wielkopolskich tradycji śpiewaczych. W latach 1920–1939 ogólna liczba członków wynosiła 188.
Surma była członkiem rzeczywistym Związku Polskich Korporacji Akademickich.
W 1928 Surma zawarła kartel z Korporacją Quritia, a w 1933 z Korporacją Gedania Posnaniensis.
W latach 1939–1989 jej działalność, tak jak wszystkich innych korporacji, była zabroniona i ograniczała się wyłącznie do nieoficjalnych spotkań przedwojennych członków.
W obecnych czasach działalność Surmy, tak jak za czasów międzywojennych, skupia się na wszechstronnym rozwoju swoich członków (spotkania o charakterze naukowym, rekolekcyjnym, sportowym i towarzyskim).
Korporacja Surma, obok korporacji: Magna-Polonia, Lechia, Baltia, Masovia, Roma oraz Stowarzyszenia Filistrów Korporacji Akademickich jest członkiem Poznańskiego Koła Międzykorporacyjnego (PKM).

## Zasady
Członkowie korporacji starają się wcielać w życie następujące idee (zwane czterema filarami):
1. Religio (Religia) – żyć zgodnie z nauczaniem Kościoła katolickiego,
2. Patria (Ojczyzna) – podejmować działania na rzecz dobra Rzeczypospolitej Polskiej,
3. Scientia (Nauka) – nieustannie poszerzać swoją wiedzę,
4. Amicitia (Przyjaźń) – pielęgnować i pogłębiać przyjaźń łączącą korporantów.

## Organizacja korporacji

### Hierarchia
Członkowie korporacji dzielą się na:
- giermków (in. fuksy) – członkowie bierni,
- rycerzy (in. barwiarze) – członkowie czynni,
- filistrów:
  - zwyczajnych – członkowie wspierający,
  - honorowych – członkowie honoris causa.

### Struktura
Ze względu na przynależność do jednej z wymienionych grup, członkowie należą do:
- coetusu – giermkowie,
- konwentu czynnego – rycerze,
- koła filistrów – filistrzy zwyczajni i honorowi.

### Władze
Władzę wykonawczą sprawuje Prezydium, składające się z prezesa, wiceprezesa wewnętrznego, wiceprezesa zewnętrznego, sekretarza, skarbnika oraz oldermana (odpowiedzialnego za przygotowanie kandydatów oraz opiekę nad giermkami).
Kontrolę nad działalnością korporacji oraz poszczególnych jej organów sprawuje komisja rewizyjna.

## Barwy, insygnia, dewiza
Barwy korporacji są zielono-złoto-czerwone, co symbolizuje nadzieję (zielona), braterstwo i rycerstwo (złota) oraz gotowość do oddania życia za ojczyznę (czerwona).
Zasady noszenia insygniów regulowane są przez Comment oraz niepisane zwyczaje. Wyróżnia się następujące insygnia:
- dekiel – czapka koloru zielonego:
  - dla filistrów i rycerzy: otok trójbarwny
  - dla giermków: otok dwubarwny (zielono-czerwony)
- banda – szarfa w barwach korporacji noszona z prawego ramienia na lewy bok:
  - dla filistrów: szeroka, trójbarwna,
  - dla rycerzy: wąska, trójbarwna,
  - dla giermków: wąska, dwubarwna (zielono-czerwona);
- cyrkiel – znaczek wpinany w butonierkę:
  - dla filistrów: złoty,
  - dla rycerzy: srebrny,
  - przez giermków nienoszony.

Dewiza korporacji brzmi „Deus et Patria!”.

## Znani surmici
Członkowie honorowi
- prof. Łucjan Kamieński – kompozytor, muzykolog i pedagog
- Feliks Nowowiejski – kompozytor
- ks. Narcyz Putz – błogosławiony kościoła katolickiego
- dr Bernard Śliwiński – prezydent Bydgoszczy

Członkowie zwyczajni
- prof. Stefan Gospodarka – matematyk
- prof. Witold Hensel – archeolog
- prof. Ludwik Komczyński – lekarz i rekotor Uniwersytetu w Białymstoku
- Marian Mike – historyk i kustosz Muzeum Miasta Poznania
- prof. Eligiusz Preisler – lekarz